# Hans Knör
Hans Knör (* 22. Mai 1884; † nach 1958) war ein deutscher Jurist.

## Werdegang
Knör schloss sein rechtswissenschaftliches Studium 1914 mit Promotion an der Universität Erlangen ab. Während seines Studiums wurde er Mitglied des AGV München. Er war Richter beim Amtsgericht München und erledigte Geschäftsaufgaben in der Justizverwaltung. Von 1946 bis 1953 war er im Geschäftsbereich des Bayerischen Staatsministeriums für Sonderaufgaben als Präsident des Kassationshofes sowie Leiter der Rechtsabteilung und der Abwicklungsstelle dieses Ministeriums tätig. 
Von 1947 bis 1953 war er Mitglied und stellvertretender Präsident des Bayerischen Verfassungsgerichtshofs.

## Ehrungen
- 1958: Verdienstkreuz 1. Klasse der Bundesrepublik Deutschland
„für seine besonderen Verdienste um die Durchführung der politischen Befreiung nach rechtsstaatlichen Grundsätzen“

## Quelle
- Bundesarchiv B 122/38473